# NIFL Premiership 2021/22
Die NIFL Premiership 2021/22 (auch Danske Bank Premiership nach dem Ligasponsor Danske Bank) war die 14. Spielzeit der höchsten nordirischen Fußballliga seit der Neuorganisation der Liga und die 121. Spielzeit insgesamt. Der Saisonstart verzögerte sich wegen der Covid-19-Pandemie um vier Wochen und begann am 27. August 2021 und endete am 30. April 2022.
Titelverteidiger war der Linfield FC, der die Saison mit dem 56. Titelgewinn abschloss.

## Modus
Die zwölf Mannschaften spielten jeweils dreimal – davon mindestens einmal zuhause und einmal auswärts – an insgesamt 33 Spieltagen gegeneinander. Nach dieser Runde qualifizierten sich die sechs bestplatzierten Teams für die Meisterrunde, in der der Meister und die Startplätze für die Europacupplätze in einer einfachen Runde an fünf Spieltagen ausgespielt wurden. Der Meister nahm an der Qualifikation zur Champions League, der Zweite und Dritte an der Europa Conference League teil. Die Punkte und Tore aus der Vorrunde wurden mitgenommen.
Die Teams der Plätze sieben bis zwölf spielten in der Abstiegsrunde ebenfalls in fünf Spielen nochmals gegeneinander um den Absteiger und Relegationsteilnehmer zu ermitteln. Der am Saisonende Siebte spielte mit dem Vierten, Fünften und Sechsten im K.-o.-System den dritten Teilnehmer für die Europa Conference League aus. Der Elfte spielte ein Relegationsspiel gegen den Zweiten der NIFL Championship 2021/22, während der Zwölfte direkt abstieg.

## Mannschaften
| Verein             | Stadion          | Stadt         | Kapazität |
| ------------------ | ---------------- | ------------- | --------- |
| Ballymena United   | The Showgrounds  | Ballymena     | 03.050    |
| Carrick Rangers FC | Taylors Avenue   | Carrickfergus | 04.500    |
| Cliftonville FC    | Solitude         | Belfast       | 02.530    |
| Coleraine FC       | The Showgrounds  | Coleraine     | 02.496    |
| Crusaders FC       | Seaview          | Belfast       | 03.383    |
| Dungannon Swifts   | Stangmore Park   | Dungannon     | 05.000    |
| Glenavon FC        | Mourneview Park  | Lurgan        | 04.160    |
| Glentoran FC       | The Oval         | Belfast       | 06.054    |
| Larne FC           | Inver Park       | Larne         | 02.500    |
| Linfield FC        | Windsor Park     | Belfast       | 18.167    |
| Portadown FC       | Shamrock Park    | Portadown     | 08.000    |
| Warrenpoint Town   | Milltown Stadium | Warrenpoint   | 01.280    |

## Vorrunde

### Abschlusstabelle
| Pl. | Verein             | Sp. | S  | U | N  | Tore    | Diff. | Punkte |
| --- | ------------------ | --- | -- | - | -- | ------- | ----- | ------ |
| 1.  | Linfield FC (M, P) | 33  | 22 | 8 | 3  | 062:220 | +40   | 74     |
| 2.  | Cliftonville FC    | 33  | 22 | 7 | 4  | 054:240 | +30   | 73     |
| 3.  | Glentoran FC       | 33  | 21 | 6 | 6  | 064:340 | +30   | 69     |
| 4.  | Crusaders FC       | 33  | 19 | 4 | 10 | 047:280 | +19   | 61     |
| 5.  | Larne FC           | 33  | 15 | 8 | 10 | 056:380 | +18   | 53     |
| 6.  | Coleraine FC       | 33  | 13 | 9 | 11 | 050:320 | +18   | 48     |
| 7.  | Glenavon FC        | 33  | 12 | 9 | 12 | 046:440 | +2    | 45     |
| 8.  | Ballymena United   | 33  | 13 | 5 | 15 | 038:460 | −8    | 44     |
| 9.  | Dungannon Swifts   | 33  | 9  | 1 | 23 | 040:810 | −41   | 28     |
| 10. | Carrick Rangers FC | 33  | 6  | 7 | 20 | 033:620 | −29   | 25     |
| 11. | Portadown FC       | 33  | 5  | 9 | 19 | 028:630 | −35   | 24     |
| 12. | Warrenpoint Town   | 33  | 3  | 3 | 27 | 030:740 | −44   | 12     |

Platzierungskriterien: 1. Punkte – 2. Tordifferenz – 3. geschossene Tore

| (M) | amtierender nordirischer Meister     |
| (P) | amtierender nordirischer Pokalsieger |

## Finalrunden

### Meisterplayoff
Die sechs bestplatzierten Teams des Grunddurchgangs traten je einmal gegeneinander an, um den Meister und die internationalen Startplätze auszuspielen. Die Punkte aus der Vorrunde wurden dabei mitgenommen.

#### Abschlusstabelle
| Pl. | Verein             | Sp. | S  | U  | N  | Tore    | Diff. | Punkte |
| --- | ------------------ | --- | -- | -- | -- | ------- | ----- | ------ |
| 1.  | Linfield FC (M, P) | 38  | 24 | 11 | 3  | 067:240 | +43   | 83     |
| 2.  | Cliftonville FC    | 38  | 24 | 10 | 4  | 061:290 | +32   | 82     |
| 3.  | Glentoran FC       | 38  | 21 | 8  | 9  | 068:440 | +24   | 71     |
| 4.  | Crusaders FC       | 38  | 21 | 5  | 12 | 060:360 | +24   | 68     |
| 5.  | Larne FC           | 38  | 17 | 11 | 10 | 061:390 | +22   | 62     |
| 6.  | Coleraine FC       | 38  | 14 | 9  | 15 | 055:450 | +10   | 51     |

Platzierungskriterien: 1. Punkte – 2. Tordifferenz – 3. geschossene Tore

| (M) | amtierender nordirischer Meister     |
| (P) | amtierender nordirischer Pokalsieger |

### Abstiegsplayout
Die sechs schlechteren Teams der Vorrunde traten je einmal gegeneinander an, um den Absteiger und den Relegationsteilnehmer zu bestimmen. Die Punkte aus dem Grunddurchgang wurden dabei mitgenommen.

#### Abschlusstabelle
| Pl. | Verein             | Sp. | S  | U  | N  | Tore    | Diff. | Punkte |
| --- | ------------------ | --- | -- | -- | -- | ------- | ----- | ------ |
| 7.  | Glenavon FC        | 38  | 15 | 9  | 14 | 054:500 | +4    | 54     |
| 8.  | Ballymena United   | 38  | 16 | 5  | 17 | 046:520 | −6    | 53     |
| 9.  | Dungannon Swifts   | 38  | 11 | 2  | 25 | 046:860 | −40   | 35     |
| 10. | Carrick Rangers FC | 38  | 9  | 7  | 22 | 041:670 | −26   | 34     |
| 11. | Portadown FC       | 38  | 5  | 10 | 23 | 029:720 | −43   | 25     |
| 12. | Warrenpoint Town   | 38  | 6  | 3  | 29 | 035:790 | −44   | 21     |

Platzierungskriterien: 1. Punkte – 2. Tordifferenz – 3. geschossene Tore

### Europa-League-Playoffs
Die Mannschaften auf den Plätzen 4 bis 6 der Meisterplayoffs sowie der Sieger der Abstiegsplayouts erreichten die Playoffs. Im K.-o.-System wurde ein Teilnehmer für die 1. Qualifikationsrunde zur UEFA Europa Conference League 2022/23 ermittelt.
Runde 1
Die Spiele wurden am 10. Mai 2022 ausgetragen.
|              | Ergebnis  |              |
| ------------ | --------- | ------------ |
| Glentoran FC | 2:0 (0:0) | Glenavon FC  |
| Larne FC     | 2:0 (1:0) | Coleraine FC |

Runde 2
Das Spiel wurde am 13. Mai 2022 im Stadion The Oval (Belfast) ausgetragen.
|              | Ergebnis             |          |
| ------------ | -------------------- | -------- |
| Glentoran FC | 2:4 n. V. (2:2, 1:0) | Larne FC |

### Relegation
Der Elftplatzierte Portadown FC traf auf den Zweitplatzierten der NIFL Championship 2021/22. Die Spiele wurden am 3. und 6. Mai 2022 ausgetragen.
|               | Gesamt |              | Hinspiel | Rückspiel |
| ------------- | ------ | ------------ | -------- | --------- |
| Annagh United | 2:4    | Portadown FC | 2:3      | 0:1       |